# Carea ochreipennis
Carea ochreipennis är en fjärilsart som beskrevs av Holloway 1976. Carea ochreipennis ingår i släktet Carea och familjen trågspinnare. Inga underarter finns listade i Catalogue of Life.